# Al Majjatia Oulad Taleb
Al Majjatia Oulad Taleb  (in arabo المجاطية أولاد الطالب‎?) è un centro abitato e comune rurale del Marocco situato nella provincia di Mediouna, regione di Casablanca-Settat. Conta una popolazione di 32 286 abitanti (censimento 2014).